# Brandstiftung (Deutschland)

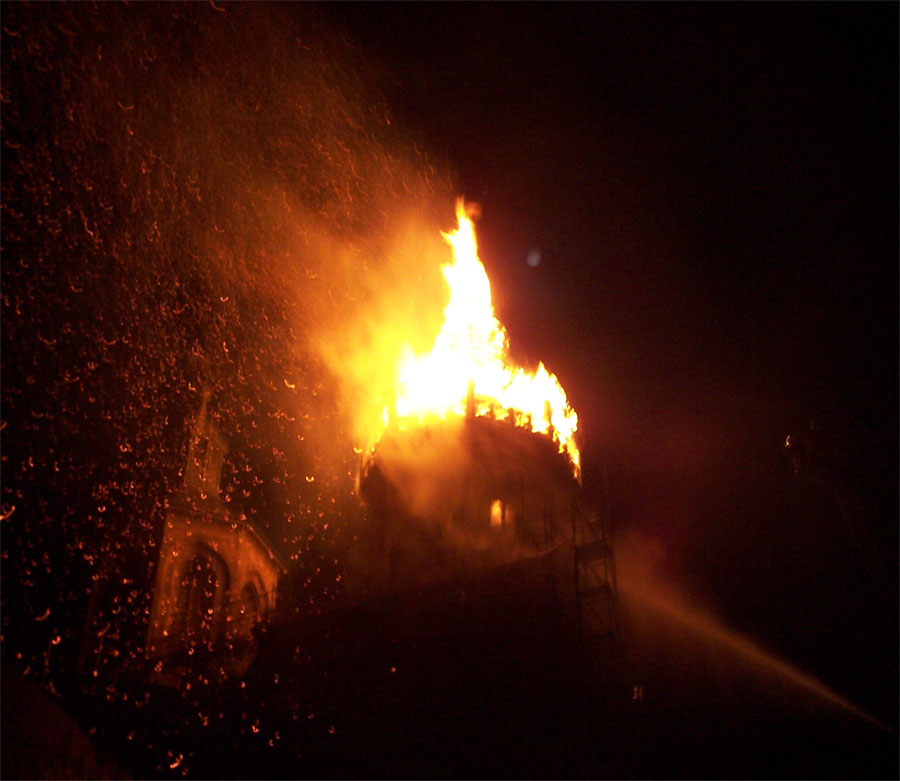
Folgen einer Brandstiftung: Feuer im Nordturm der Göttinger St.-Johannis-Kirche am 23. Januar 2005.

Die Brandstiftung ist in mehreren Abstufungen (Tatbestände) Gegenstand des deutschen Strafrechts. Die Brandstiftungsdelikte zählen zu den gemeingefährlichen Straftaten und sind im 28. Abschnitt des Besonderen Teils des Strafgesetzbuchs in § 306 bis § 306f StGB normiert.
Im Mittelpunkt der Brandstiftungsdelikte stehen zwei Tathandlungen: das Inbrandsetzen einer Sache sowie deren Zerstörung durch Brandlegung. Diese Handlungen werden durch Qualifikationstatbestände mit höherer Strafandrohung versehen, wenn sie sich gegen bestimmte Objekte richten, mit schwerwiegenden Folgen für Dritte verbunden sind oder aus besonders verwerflichen Motiven heraus erfolgen. Die Eigenständigkeit der Brandstiftungsdelikte neben anderen erfolgsbezogenen Delikten mit vergleichbarer Schutzrichtung (Tötungs-, Körperverletzungs- und Sachbeschädigungsdelikte) erklärt sich daraus, dass das Tatmittel Feuer ein überdurchschnittliches Gefährdungspotential besitzt, welches die anderen Deliktgruppen nur unzureichend abbilden.
Die Brandstiftungsdelikte zeichnen sich durch eine vergleichsweise hohe Mindeststrafandrohung aus: Die meisten Delikte, die an eine vorsätzliche Brandlegung anknüpfen, sehen eine Mindeststrafandrohung von einem Jahr Freiheitsstrafe oder höher vor, weswegen sie gemäß § 12 Abs. 1 StGB Verbrechen darstellen. Daher sprechen sich viele Stimmen für eine restriktive Interpretation der Brandstiftungsdelikte, insbesondere der im Gesetz genannten Tatobjekte, aus.
Laut polizeilicher Kriminalstatistik wurden im Jahr 2021 in Deutschland 17.151 Fälle von Brandstiftung und Herbeiführen einer Brandgefahr (§§ 306-306d, § 306f StGB) angezeigt, davon 2.083 Versuche. Die Hälfte der gemeldeten Fälle wurde aufgeklärt.

## Entstehungsgeschichte

### Mittelalterliche Brandstiftungsdelikte im deutschen Sprachraum
Strafvorschriften, die sich gegen das schuldhafte Verursachen von Feuern wenden, sind bereits seit Langem bekannt. Aufgrund der politischen Fragmentierung des deutschen Sprachraums im Mittelalter existierten in den einzelnen Herrschaftsgebieten zahlreiche unterschiedliche Bestimmungen, welche die Brandstiftung typischerweise als eines der schwersten Delikte betrachteten.
Eine einheitliche strafrechtliche Regelung der Brandstiftung erfolgte im Heiligen Römischen Reich erstmals durch die Constitutio Criminalis Carolina (CCC) von 1532, durch welche die heterogenen Strafbestimmungen der einzelnen Territorien aneinander angeglichen werden sollten. Nach Art. 125 CCC wurde mit dem Tod durch Verbrennen bestraft, wer bewusst ein Feuer auslöste. Diese Vorschrift war im Vergleich zum heutigen Brandstiftungsrecht äußerst allgemein gehalten und erfasste pauschal jede Form von vorsätzlicher Brandstiftung, ohne dabei nach der Gefährlichkeit der individuellen Tat oder dem Wert des beschädigten Tatobjekts zu differenzieren.

### Brandstiftungsdelikte im Preußischen Allgemeinen Landrechts
Ab dem 18. Jahrhundert lösten die deutschen Staaten die CCC schrittweise durch moderne Strafrechtskodifikationen ab. Deren Verfasser bemühten sich darum, die häufig knappen und daher mit vielen Auslegungszweifeln verbundenen Tatbestände der CCC durch präziser formulierte und stärker auf den Schutz spezifischer Güter ausgerichtete Strafnormen zu ersetzen.
Ein frühes Beispiel für diese Entwicklung bietet das Preußische Allgemeine Landrecht (ALR) von 1794, welches die Brandstiftung mit über 60 Vorschriften regelte. Das ALR begriff die Brandstiftung primär als Verbrechen gegen die allgemeine Sicherheit, weshalb es sie systematisch im Umfeld der Landesbeschädigung und dem Verursachen einer Überschwemmung verortete. Dahinter stand die Überlegung, dass sich die Brandstiftung von der einfachen Sachbeschädigung durch die besondere Gefährlichkeit des Tatmittels Feuer für Leib, Leben und Eigentum unterschied. Die einzelnen Vorschriften des Regelungskomplexes Brandstiftung beschrieben unterschiedliche Erscheinungsformen des Legens von Feuer und differenzierten dabei nach Gefahrensituation, Begehungsweise und Tatobjekt. Diese Regelungstechnik wirkte sich vor allem auf das Strafmaß aus: Während die CCC die Brandstiftung noch pauschal mit der Todesstrafe durch Verbrennen bestrafte, enthielt das ALR einen wesentlich ausdifferenzierteren Strafrahmen. So drohte etwa für das Legen eines Feuers in Wohnhäusern, Schiffen oder anderen Gebäuden zwecks Begehung eines Mordes die Verbrennung (Art. 1512 ALR), für das Inbrandsetzen eines Waldes hingegen Haft (Art. 1521 ALR) sowie für das Anzünden von Feld- oder Gartenfrüchten schließlich eine Geldstrafe (Art. 1522 ALR).

### Brandstiftungsdelikte im preußischen Strafgesetzbuch

#### Entstehung
Andere Gesetzgeber griffen den systematischen Ansatz des ALR zunächst nicht auf. So ordnete das Strafgesetzbuch für das Königreich Bayern von 1813 die Brandstiftung in Anlehnung an den französischen Code penal von 1810 den Sachbeschädigungsdelikten zu, was darauf hindeutet, dass der Gesetzgeber das Unrecht der Brandstiftung im Schwerpunkt in einer Eigentumsverletzung sah. Eine vergleichbare Regelungstechnik wurde wenig später für das preußische Strafgesetzbuch (prStGB) vorgeschlagen. Dahinter stand zum einen die Überlegung, dass jeder Brandstiftung ein kaum kalkulierbares Gefährdungsrisiko innewohnte, weshalb eine gesetzliche Ausdifferenzierung nach Gefährdungslagen sachlich nicht überzeugt hätte. Zum anderen wurde der kleinteilige Ansatz des ALR dafür kritisiert, Auslegungs- und Abgrenzungsschwierigkeiten zu provozieren. Dieser Vorschlag setzte sich jedoch im Gesetzgebungsprozess nicht durch. Oberhand gewann stattdessen der Standpunkt, der das Unrecht der Brandstiftung in der Verursachung einer kaum kontrollierbaren Gefahr für Leib, Leben und Eigentum sah. Diese Betrachtungsweise prägte die neuen Brandstiftungsdelikte.

#### Ausgestaltung
Um das Gemeingefährlichkeitselement angemessen zu berücksichtigen, erarbeitete der Gesetzgeber mehrere Kataloge mit möglichen Tatobjekten, deren Inbrandsetzen typischerweise mit besonders großen Gefahren für Leib, Leben oder Eigentum verbunden war. So lautete der damalige § 285 prStGB nach Inkrafttreten des Gesetzes im Jahr 1851 wie folgt:
Tode bestraft:
1) wer vorsätzlich ein Gebäude, ein Schiff oder eine Hütte, welche zur Wohnung von Menschen dienen, oder ein zum Gottesdienst bestimmtes Gebäude in Brand setzt;
2) wer vorsätzlich ein Gebäude, ein Schiff oder eine Hütte, welche zeitweise zum Aufenthalt von Menschen dienen, zu einer Zeit in Brand setzt, in welcher darin, Menschen sich aufzuhalten pflegen;
3) wer vorsätzlich Eisenbahnwagen, Bergwerke oder andere zum Aufenthalt von Menschen dienende Räumlichkeiten zu einer Zeit in Brand setzt, zu welcher sich Menschen darin aufzuhalten pflegen.

Eine ähnliche Struktur wies der benachbarte § 286 prStGB auf: 
Beide Regelungen verzichteten darauf, die Strafbarkeit wegen Brandstiftung an den Nachweis einer konkreten Gemeingefährlichkeit der Tat zu knüpfen. Daher handelte es sich um abstrakte Gefährdungsdelikte. Hintergrund dieser Regelungstechnik war der Befund, dass der Deliktstyp des Gefährdungsdelikts zur damaligen Zeit rechtsdogmatisch noch kaum durchdrungen war, weshalb noch keine gesicherte Vorstellung darüber bestand, was genau unter einer konkreten Gefahr zu verstehen war. Außerdem befürchtete der Gesetzgeber, dass der Nachweis des Eintritts einer konkreten Gefährdung mit zu großen Unschärfen verbunden war. Ein Beispiel für die Problematik, die mit dem Einfordern eines bestimmten Gefährlichkeitsniveaus verbunden war, bot der Begriff der Feuersbrunst, der im ALR und in mehreren späteren Gesetzbüchern verwendet wurde, um die spezifische Gefährlichkeit der Brandstiftung zu beschreiben. Dieser Begriff wurde so unterschiedlich interpretiert, dass er nicht praxistauglich war; teilweise bezeichnete man damit Brände, die Menschen zu gefährden drohten, teilweise unkontrollierbare Brände, teilweise aber auch lediglich das selbstständige Brennen einer Sache. Der kasuistische Ansatz des preußischen StGB diente also der Rechtssicherheit. Dieser Ansatz stieß im Schrifttum zunächst auf verbreitete Zustimmung und wurde von anderen Strafgesetzbüchern aufgegriffen.
Dass das preußische StGB zwei Brandstiftungsdelikte mit unterschiedlichen Katalogen normierte, erklärt sich dadurch, dass sich die Delikte auf unterschiedliche abstrakte Gefahren bezogen: Während der Katalog des § 285 prStGB mit Blick auf Gefahrenlagen für Menschen zusammengestellt wurde, bezog sich § 286 prStGB auf Gefahren für fremdes Eigentum. Die Einschränkung des § 286 prStGB auf Tatobjekte, die für den Täter fremd waren, sollte eine verbreitete landwirtschaftliche Praxis, das Abbrennenlassen eigener Felder, von der Strafbarkeit ausnehmen. Flankiert wurden die §§ 285, 286 prStGB durch das in § 287 prStGB geregelte Delikt der mittelbaren Brandstiftung. Dieses verwirklichte, wer eine eigene oder fremde Sache anzündete, die sich aufgrund ihrer Beschaffenheit und Lage eignete, das Feuer auf eine der in §§ 285, 286 prStGB genannten Sachen zu übertragen.

#### Auslegungszweifel des § 286 prStGB
Nach Inkrafttreten des preußischen StGB entwickelte sich in Lehre und Praxis ein Meinungsstreit, der § 286 prStGB betraf und die weitere Entwicklung der Brandstiftungsdelikte begleitete. Anlass hierzu gab der Befund, dass die dort genannten Tatobjekte das Element der Gemeingefahr, das für die gesamte Brandstiftung als prägend angesehen wurde, in unterschiedlicher Intensität zum Ausdruck brachten. Die Aufnahme einiger der in § 286 prStGB genannten Objekte, etwa der Waldungen und der Moore, fußte maßgeblich auf der Überlegung, dass deren Inbrandsetzen mit einer besonderen Ausbreitungsgefahr verbunden war, weshalb sie sich in das Konzept eines Gemeingefährlichkeitsdelikts ohne weiteres einfügten. Bei Schiffen, Gebäuden und Hütten ist die Gemeingefahr hingegen weniger ausgeprägt, weil diese Objekte auch isoliert stehen können. Der Gesetzgeber nahm diese Objekte auf, weil er davon ausging, dass deren Beschädigung durch Feuer durch ein schwereres Delikt als die Sachbeschädigung sanktioniert werden sollte. Dementsprechend wurde kontrovers erörtert, ob § 286 prStGB im Schwerpunkt das Beschädigen der angezündeten Sache oder das Schaffen einer Gemeingefahr für fremdes Eigentum sanktionierte.

### Brandstiftungsdelikte im Reichsstrafgesetzbuch

#### Modifikationen des preußischen Brandstrafrechts durch die StGB des Norddeutschen Bundes und des Deutschen Reichs
Bei der Ausarbeitung des Strafgesetzbuchs für den Norddeutschen Bund von 1870, auf dessen Basis das Reichsstrafgesetzbuch von 1872 verfasst wurde, orientierte sich der Gesetzgeber eng am bisherigen preußischen Brandstrafrecht. Die neuen Gesetzbücher regelten die Brandstiftung jeweils in §§ 306–310 und behielten im Grundsatz die Struktur ihres Vorbilds: § 306 entsprach inhaltlich dem früheren § 285 prStGB und wurde durch § 307 qualifiziert, also mit einer höheren Strafandrohung versehen. In § 308 wurden die früheren §§ 286, 287 prStGB kombiniert. In § 309 ergänzte der Gesetzgeber eine Fahrlässigkeitsstrafbarkeit, in § 310 folgte schließlich ein Strafaufhebungsgrund für den Fall, dass der Täter den Brand vor Eintritt eines weiteren Schadens löschte.
Ungeachtet seiner engen Orientierung am preußischen Brandstrafrecht nahm der Gesetzgeber Veränderungen vor, die vor allem die zuvor weit gefasste Regelung des § 287 prStGB betrafen. Diese Regelung schränkte er in zweifacher Hinsicht tatbestandlich ein: Zum einen grenzte er den zuvor nicht näher bestimmte Kreis der Tatobjekte auf die in § 286 prStGB genannten Gegenstände ein. Zum anderen nahm er in den Tatbestand die Anforderung auf, dass das Tatobjekt im Eigentum des Täters stehen musste. Durch die Beschränkung der Tatobjekte wollte der Gesetzgeber der Praxis die Feststellung des Vorsatzes erleichtern, die bei § 287 prStGB mit Unschärfen verbunden war, weil sich aufgrund der Vielzahl der in Betracht kommenden Objekte keine einheitlichen Anforderungen an den Nachweis des Ausbreitungsvorsatzes herausbilden konnten. Bei den im Gesetz aufgezählten Tatobjekten lasse sich hingegen im Zweifel unterstellen, dass der Täter die Ausbreitung des Feuers in Kauf nahm.

#### Kritik aus Lehre und Praxis
Die überarbeiteten Brandstiftungsdelikte sahen sich vielfacher Kritik aus Lehre und Praxis ausgesetzt. Dies betraf insbesondere den § 308 Abs. 1 StGB, der wie folgt lautete:
Das juristische Schrifttum beanstandete zunächst, dass die Norm mit den früheren §§ 286, 287 prStGB zwei Delikte kombinierte, die eine unterschiedliche Schutzrichtung verfolgten: Während es sich bei der unmittelbaren Brandstiftung um ein Sachbeschädigungsdelikt gehandelt habe, sei die mittelbare Brandstiftung ein Gefährdungsdelikt gewesen. Angesichts dieser Funktion sei es unstimmig, dass es in Fällen der mittelbaren Brandstiftung auf die Eigentumslage des Tatobjekts ankommen sollte. Insofern setzte sich also die von § 286 prStGB bekannte Unklarheit über die Schutzfunktion der Norm (Eigentum oder Gemeingefährlichkeit) fort. Zudem drohen Strafbarkeitslücken, wenn das Tatobjekt herrenlos war oder der Eigentümer in die Tat einwilligte. Kritik erfuhr ferner die Auswahl der Tatobjekte, die im Wesentlichen aus der Mitte des 19. Jahrhunderts stammte und vielfach als überholt eingeschätzt wurde. So bot die Norm etwa keinen Schutz für Maschinen, Luftfahrzeuge oder auf Privatgrundstücken lagernde Vorräte, obwohl diese Gegenstände regelmäßig ähnlich wertvoll wie oder sogar wertvoller als die in § 308 aufgezählten waren. Überdies verengte sich der praktische Anwendungsbereich der Tathandlung des Inbrandsetzens zunehmend, weil diese Handlung nur in solchen Fällen gegeben war, in denen das angezündete Objekt selbstständig an wesentlichen Teilen brannte. Dies wurde jedoch aufgrund der allmähliche Entwicklung feuerfester bzw. -hemmender Baustoffe erschwert. Gleichwohl konnte die Brandlegung auch ohne Inbrandsetzen erhebliche Schäden verursachen, etwa durch Rußentwicklung oder durch Löscharbeiten. In solchen Fällen kam lediglich eine Strafbarkeit wegen versuchter Brandstiftung oder wegen Sachbeschädigung in Betracht, was den Strafrahmen deutlich reduzierte.

#### Reformvorschläge und punktuelle Eingriffe des Gesetzgebers
Die Kritik mündete in mehreren Reformvorschlägen, die sich dafür aussprachen, die kataloghafte Struktur der Brandstiftungsdelikte aufzugeben und die Strafbarkeit stattdessen an den Eintritt einer konkreten Gefahr für Leib, Leben oder Eigentum im Einzelfall zu knüpfen. Zwar bereitete es nach wie vor Schwierigkeiten, präzise zu bestimmen, wodurch sich eine konkrete Gefahr auszeichnete. Allerdings erschien es vielen als schuldunangemessen, abstrakte Gefährdungsdelikte mit den für Brandstiftungsdelikte typischen hohen Strafandrohungen zu versehen. Die Vorschläge wurden jedoch nicht umgesetzt. Das Schrifttum führt dies darauf zurück, dass abstrakte Gefährdungsdelikte in ihrer praktischen Handhabung einfacher waren, weil sie die Feststellung einer konkreten Gefahr und eines korrespondierenden Gefährdungsvorsatzes entbehrlich machten.
Dementsprechend blieb das Brandstrafrecht im 20. Jahrhundert zunächst strukturell unverändert und wurde lediglich punktuell modifiziert: Im Jahr 1935 fügte der Gesetzgeber mit § 310a StGB eine die Brandstiftungsdelikte flankierende Strafnorm ein, die sich gegen das Herbeiführen von Brandgefahren richtete. Hiernach war es strafbar, Objekte in Brandgefahr zu bringen, die nach allgemeiner Lebenserfahrung mit einer besonderen Brandgefahr verbunden waren. Anlass zur Einführung des § 310a StGB gaben gehäufte Fälle fahrlässig herbeigeführter Waldbrände. Den Kreis der Tatobjekte bestimmte der Gesetzgeber mit der kasuistischen Technik, die den anderen Brandstiftungsdelikten zugrunde lag. Zunächst beschränkte sich die Norm auf Wälder, Heiden und Moore, 1941 wurde sie um feuergefährdete Betriebe und Anlagen ergänzt. Anlass der Ergänzung war die Überlegung, dass diese Anlagen für die Kriegswirtschaft essentiell waren. Mit Wirkung zum 1. September 1969 ersetzte der Gesetzgeber im Zuge der Abschaffung des Zuchthauses, einem Gefängnis mit strafverschärfenden Haftbedingungen, die Androhung der Zuchthausstrafe durch die Androhung der Gefängnisstrafe.

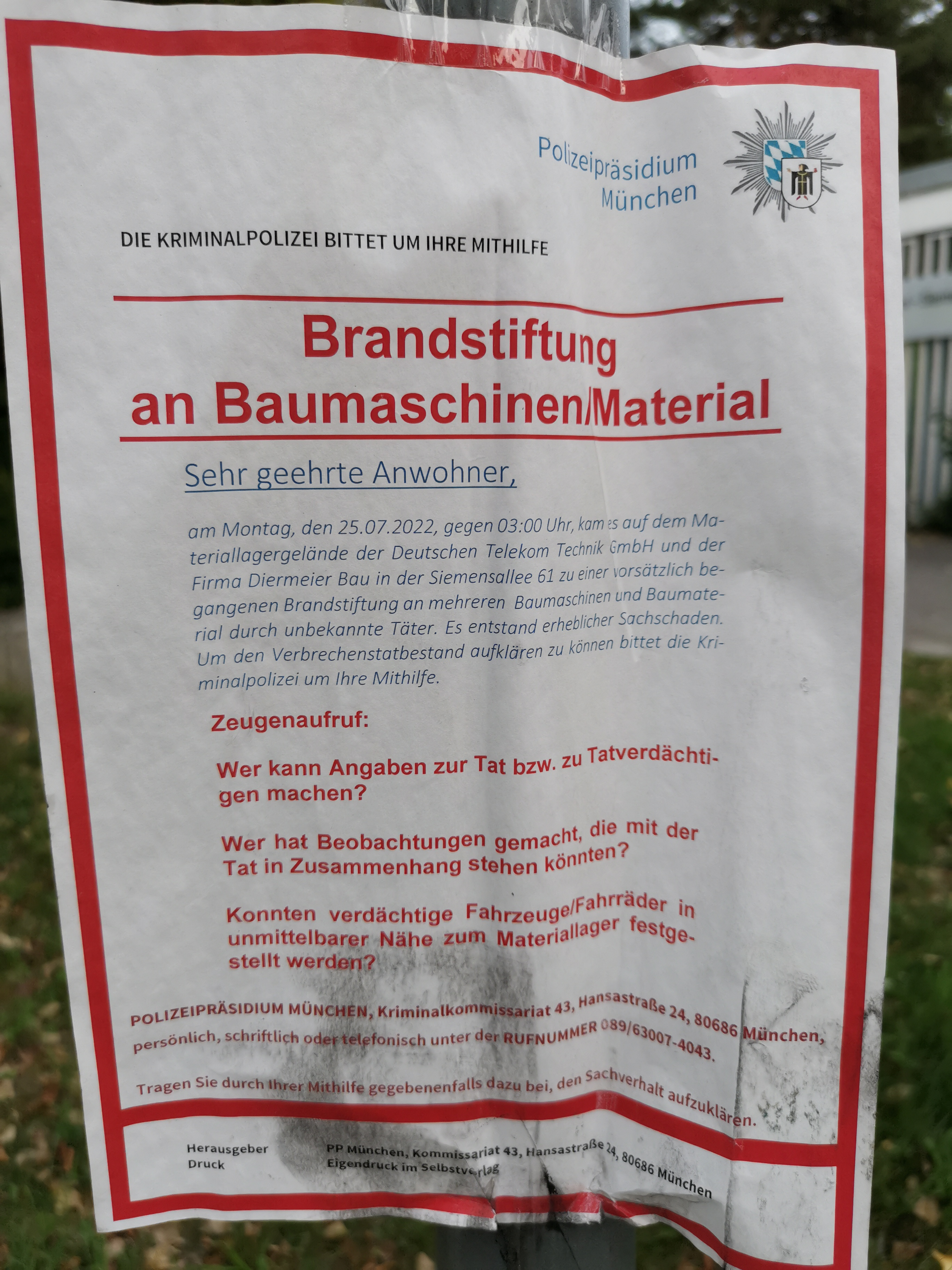
Steckbrief nach Brandstiftung in München 2022

### Neufassung der Brandstiftungsdelikte durch das sechste Strafrechtsreformgesetz
Eine umfassende Überarbeitung des Brandstrafrechts, die in weiten Teilen zu einer Neufassung der Brandstiftungsdelikte führte, erfolgte durch das sechste Strafrechtsreformgesetz von 1998. Der Gesetzgeber wollte hierdurch das Brandstrafrecht an den gegenwärtigen Stand der Technik anpassen und es übersichtlicher strukturieren.
Um das erstgenannte Ziel zu erreichen, stellte der Gesetzgeber dem Inbrandsetzen das Zerstören durch Brandlegung gleich. Mit dieser Tathandlung wollte er Fälle erfassen, in denen das Tatobjekt zwar nicht selbstständig brennt, allerdings in Folge der Brandlegung erheblich beschädigt wird. Ferner modernisierte er die Aufzählungen der möglichen Tatobjekte, indem er mehrere Gegenstände aufnahm, die eine ähnliche Bedeutung besitzen wie die zuvor dort genannten. An der kataloghaften Struktur der Brandstiftungsdelikte hielt er damit fest.
Um das zuletzt genannte Ziel zu erreichen, gliederte der Gesetzgeber die Brandstiftungsdelikte neu: Die Grunddelikte bilden nunmehr die einfache (§ 306 StGB) und die schwere Brandstiftung (§ 306a StGB). Beide Delikte werden durch den Tatbestand der besonders schweren Brandstiftung (§ 306b StGB) qualifiziert. Verursacht der Täter durch die Tat den Tod des Opfers, ist der Tatbestand der Brandstiftung mit Todesfolge (§ 306c StGB) einschlägig. § 306d StGB stellt die fahrlässige Brandstiftung unter Strafe. § 306e StGB eröffnet dem Täter die Möglichkeit, nach Begehung der Tat eine Strafmilderung oder Strafbefreiung zu erlangen, wenn er sich reuig zeigt. Schließlich stellt § 306f StGB als eigenständigen Tatbestand Handlungen unter Strafe, durch die jemand eine Brandgefahr herbeiführt.
Die Reform der Brandstiftungsdelikte wurde im Schrifttum gemischt aufgenommen. Zahlreiche Autoren bezweifeln, dass der Gesetzgeber das Reformziel einer besseren Strukturierung erreicht hat. Anlass hierzu gab der Befund, dass die Brandstiftungsdelikte auch nach der Reform zahlreiche Auslegungsfragen aufwerfen. Auf diese ist im Rahmen der Darstellung der einzelnen Vorschriften näher einzugehen.

## Die Grundtatbestände der Brandstiftungsdelikte

### Brandstiftung, § 306 StGB

#### Normierung
Gegenstand der Brandstiftung nach § 306 StGB ist das Beschädigen oder Zerstören einer fremden Sache durch Feuer. Daher handelt es sich bei diesem Tatbestand um eine qualifizierte Form der Sachbeschädigung (§ 303 StGB). § 306 StGB lautet seit dem 1. April 1998 wie folgt:
1. Gebäude oder Hütten,
2. Betriebsstätten oder technische Einrichtungen, namentlich Maschinen,
3. Warenlager oder -vorräte,
4. Kraftfahrzeuge, Schienen-, Luft- oder Wasserfahrzeuge,
5. Wälder, Heiden oder Moore oder
6. land-, ernährungs- oder forstwirtschaftliche Anlagen oder Erzeugnisse

in Brand setzt oder durch eine Brandlegung ganz oder teilweise zerstört, wird mit Freiheitsstrafe von einem Jahr bis zu zehn Jahren bestraft.

#### Objektiver Tatbestand

##### Tatobjekte
§ 306 Abs. 1 StGB benennt abschließend mehrere Objekte, die Gegenstand einer Brandstiftung sein können. Als problematisch hat sich angesichts der hohen Strafandrohung erwiesen, dass einige der in § 306 Abs. 1 StGB aufgeführten Begriffe eine außerordentlich große Bandbreite von Gegenständen umschreiben. So ist beispielsweise § 306 Abs. 1 Nr. 6 StGB seinem Wortlaut nach bereits dann erfüllt, wenn jemand bewusst Grillgut verkohlen lässt. Eine Verurteilung wegen Brandstiftung stünde in einem solchen Fall allerdings in keinem angemessenen Verhältnis zur Schuld des Täters. Daher ist der Tatobjektskatalog des § 306 StGB nach vorherrschender Auffassung teleologisch zu reduzieren: Als Gegenstand der Brandstiftung kommen lediglich solche Objekte in Betracht, die einen bedeutenden Wert besitzen. Als Richtwert wird vielfach ein Betrag von 1.000 € genannt.
Das Tatobjekt muss für den Täter fremd sein, darf also nicht in dessen Alleineigentum stehen. Aufgrund dieses Tatbestandsmerkmals ist in der Rechtswissenschaft umstritten, welche Schutzzwecke § 306 StGB im Einzelnen verfolgt. Einige Juristen leiten aus diesem Kriterium ab, dass die Norm ausschließlich dem Schutz fremden Eigentums dient. Hätte der Gesetzgeber neben dem Eigentum auch die Allgemeinheit schützen wollen, hätte er das Kriterium der Fremdheit aus dem Tatbestand gestrichen. Systematisch sei die Norm daher bei den gemeingefährlichen Delikten deplatziert; eine Platzierung bei den Sachbeschädigungsdelikten hätte näher gelegen. Dem halten andere entgegen, dass § 306 StGB mit zehn Jahren Freiheitsstrafe ein Höchststrafmaß vorsieht, das allein aus Gründen des Eigentumsschutzes unverhältnismäßig wäre. Deshalb und aufgrund seiner systematischen Platzierung sei davon auszugehen, dass die Norm zusätzlich zum Eigentum die Allgemeinheit vor dem spezifischen Gefährdungspotential des Tatmittels Feuer schützt.
Die Frage, ob ein Delikt einzelne Personen oder die Allgemeinheit schützt, ist insbesondere für die Möglichkeit der Einwilligung von Bedeutung: Einwilligung setzt Dispositionsbefugnis über das geschützte Rechtsgut voraus, die dem Einzelnen jedoch fehlt, wenn es sich um Güter handelt, die der Allgemeinheit zustehen. Bei § 306 StGB besteht allerdings ungeachtet des Streits um die Schutzfunktion Einigkeit darüber, dass der Eigentümer des Tatobjekts mit rechtfertigender Wirkung einwilligen kann; strittig ist lediglich die dogmatische Herleitung dieser Einwilligungsmöglichkeit: Diejenigen, die die Funktion des § 306 StGB auf den Eigentumsschutz beschränken, begründen die rechtfertigende Wirkung der Einwilligung damit, dass der Eigentümer über sein Eigentum frei bestimmen kann. Die Gegenauffassung, die durch § 306 StGB neben dem Eigentümer die Allgemeinheit als geschützt ansieht, begründet die Möglichkeit der Einwilligung damit, dass diese einen Teil des Unrechts der Brandstiftung entfallen lässt. Das verbliebene Unrecht genüge nicht zur Begründung einer Strafbarkeit wegen Brandstiftung.

##### Tathandlungen
§ 306 StGB benennt zwei Tathandlungen: Das Inbrandsetzen einer Sache sowie das ganze oder teilweise Zerstören durch Brandlegung.
Eine Sache wird in Brand gesetzt, wenn wesentliche Teile derart vom Feuer erfasst werden, dass sie aus eigener Kraft, also ohne das Fortwirken eines Zündstoffs weiterbrennen können. Wesentlich sind Komponenten, die für den bestimmungsgemäßen Gebrauch der Sache notwendig sind und die mit dem Gebäude fest verbunden sind. Ob eine Komponente als wesentlich anzusehen ist, richtet sich maßgeblich nach der Funktion der Sache. Bei Gebäuden gelten beispielsweise Fußböden, Fensterrahmen, Zimmerwände und Treppen als wesentlich, Einrichtungsgegenstände und Markisen hingegen nicht. Bei Fahrzeugen stellen etwa die Reifen wesentliche Teile dar.
Die Tathandlung des Zerstörens durch Brandlegung knüpft allgemein an Beschädigungen an, die durch die Brandlegung hervorgerufen werden. Daher handelt es sich gegenüber dem Inbrandsetzen um einen Auffangtatbestand. Eigenständige Bedeutung erlangt er bei Schäden, die nicht durch das Feuer selbst, sondern durch dessen Folgen entstehen, etwa durch die Entwicklung von Rauch oder Ruß oder durch Freisetzung von Chemikalien. Ebenfalls dem Tatbestand unterfallen Schäden, die durch den Einsatz von Löschmitteln verursacht werden. Schließlich kommt eine Zerstörung durch Brandlegung in Betracht, wenn das Zündmittel explodiert, bevor es vom Täter wie geplant zur Inbrandsetzung genutzt werden kann. Eine Sache gilt als vollständig zerstört, wenn sie sich insgesamt nicht mehr für ihren bestimmungsgemäßen Gebrauch eignet. Ein teilweises Zerstören liegt vor, wenn ein wesentliches Element der Sache zumindest für längere Zeit unbrauchbar wird. Die Rechtsprechung nahm dies beispielsweise an, als eine Wohneinheit eines Mehrfamilienhauses derart beschädigt war, dass sie für einige Zeit nicht bewohnbar war.

#### Subjektiver Tatbestand
Eine Strafbarkeit wegen Brandstiftung erfordert gemäß § 15 StGB, dass der Täter hinsichtlich der objektiven Tatbestandsmerkmale mit zumindest bedingtem Vorsatz handelt, er also billigend in Kauf nimmt, dass er die Tatbestandsmerkmale verwirklicht. Er muss hierfür insbesondere erkennen, dass durch seine Handlung eine fremde Sache entweder in Brand gerät oder durch Brandlegung zerstört wird.

#### Versuch, Vollendung und Beendigung
Eine versuchte Brandstiftung liegt vor, wenn der Täter mit dem erforderlichen Willen zur Begehung einer Brandstiftung unmittelbar zu einer solchen ansetzt. Ein unmittelbares Ansetzen zur Tat ist gegeben, sobald der Täter aus seiner Sicht alle wesentlichen Schritte unternommen hat, um den Eintritt des Branderfolgs herbeizuführen. Die Rechtsprechung sah dies etwa als gegeben an, als der Täter den Tatort nach dem Platzieren eines Zeitzünders verließ. Für ausreichend hielt es der BGH ebenfalls, dass der Täter in das Gebäude gelangt, um dort Brandbeschleuniger auszubreiten und anschließend den Brand zu legen; dieser Einschätzung wurde allerdings häufig vorgeworfen, den Zeitpunkt des Versuchsbeginns zu weit nach vorn zu verlagern.
Vollendung tritt in Fällen des Inbrandsetzens ein, sobald wesentliche Teile des Tatobjekts selbstständig brennen. In der zweiten Begehungsvariante tritt Vollendung ein, sobald das Tatobjekt zumindest teilweise zerstört wird. Die Vollendungszeitpunkte beider Varianten können daher erheblich voneinander abweichen, was im Schrifttum vielfach als Mangel des Gesetzes kritisiert wird.
Auch hinsichtlich des Beendigungszeitpunkts ist zwischen beiden Begehungsvarianten zu differenzieren: Das Inbrandsetzen gilt als beendet, sobald das Feuer erlischt. Das Zerstören gilt hingegen als beendet, sobald das Tatobjekt zerstört ist. Mit dem Eintritt der Beendigung beginnt gemäß § 78a StGB die Verfolgungsverjährung. Die Verjährungsfrist der Tat beträgt aufgrund ihres Strafrahmens gemäß § 78 Abs. 3 Nr. 3 StGB zehn Jahre.

#### Prozessuales und Strafzumessung
Aufgrund der Mindeststrafandrohung von einem Jahr Freiheitsstrafe stellt die Brandstiftung ein Verbrechen dar (§ 12 Abs. 1 StGB). Daher sind nach § 23 Abs. 1 StGB der Versuch und nach § 30 Abs. 1 und 2 StGB bestimmte Vorbereitungshandlungen (Versuch der Beteiligung) strafbar.
Die Tat wird als Offizialdelikt von Amts wegen verfolgt, weshalb es keines Strafantrags des Betroffenen bedarf. Für die Brandstiftung können gemäß § 306 Abs. 1 StGB grundsätzlich zwischen einem und zehn Jahren Freiheitsstrafe verhängt werden. Nach § 306 Abs. 2 StGB verringert sich der Strafrahmen auf eine Freiheitsstrafe zwischen sechs Monaten und fünf Jahren, wenn ein minder schwerer Fall vorliegt. Die Annahme eines minder schwereren Falls kommt in Betracht, wenn die mit der Tat verbundene Schuld gering ist. Dies kann etwa zutreffen, wenn die Tat nur in geringem Maß gefährlich ist, der Täter sich darum bemüht, die Auswirkungen seiner Tat einzudämmen oder die Tat ausschließlich geringwertige Sachen betrifft.

#### Gesetzeskonkurrenzen
Werden im Zusammenhang mit einer Tat nach § 306 StGB weitere Delikte verwirklicht, stehen diese zur Brandstiftung in Gesetzeskonkurrenz. Dies kommt zunächst im Verhältnis zu anderen Sachbeschädigungsdelikten in Betracht. Diese Delikte werden im Grundsatz durch § 306 StGB als lex specialis verdrängt. Zur gemeinschädlichen Sachbeschädigung (§ 304 StGB) steht die Brandstiftung hingegen in Tateinheit (§ 52 StGB), weil dieses Delikt mit den Interessen der Öffentlichkeit an der Funktionsfähigkeit der betroffenen Sache über ein zusätzliches Schutzgut verfügt. Entsprechendes gilt für die Zerstörung wichtiger Arbeitsmittel (§ 305a StGB). Tateinheit kommt ferner zwischen Brandstiftung und Versicherungsmissbrauch (§ 265 StGB) in Betracht.

### Schwere Brandstiftung, § 306a StGB

#### Absatz 1

##### Normierung
§ 306a Abs. 1 StGB verwirklicht, wer vorsätzlich eine Räumlichkeit anzündet, in denen sich typischerweise Personen aufhalten. Die Norm lautet wie folgt: 
1. ein Gebäude, ein Schiff, eine Hütte oder eine andere Räumlichkeit, die der Wohnung von Menschen dient,
2. eine Kirche oder ein anderes der Religionsausübung dienendes Gebäude oder
3. eine Räumlichkeit, die zeitweise dem Aufenthalt von Menschen dient, zu einer Zeit, in der Menschen sich dort aufzuhalten pflegen,

Trotz seiner systematischen Platzierung und seiner Bezeichnung als schwere Brandstiftung handelt es sich bei § 306a StGB nicht um eine Qualifikation des § 306 StGB. Vielmehr stellt er ein zweites Grunddelikt des Brandstrafrechts dar, da er auf das Tatbestandsmerkmal der Fremdheit verzichtet und dementsprechend einen abweichenden Schutzzweck verfolgt: Schwerpunktmäßig schützt § 306a StGB die körperliche Unversehrtheit vor den mit einer Brandstiftung verbundenen Gefahren für Leib und Leben. Aufgrund dieses Zwecks ist eine rechtfertigende Einwilligung des Eigentümers des Tatobjekts nicht möglich.
§ 306a StGB setzt seinem Wortlaut nach nicht voraus, dass der Täter eine andere Person konkret gefährdet, weshalb es sich um ein abstraktes Gefährdungsdelikt handelt. Einige Rechtswissenschaftler halten dies angesichts der hohen Strafandrohung für schuldunangemessen und reduzieren die Norm teleologisch dahingehend, dass eine Strafbarkeit ausscheidet, wenn der Täter keine andere Person gefährdet. Das Schrifttum weist diese Forderung allerdings überwiegend zurück, weil sie nicht mit dem Schutzzweck der Norm harmoniere. Die Rechtsprechung hat zu dieser Frage bislang keine eindeutige Position bezogen, geht allerdings davon aus, dass eine Reduktion allenfalls in Fällen in Betracht kommt, in denen die Räumlichkeit so klein ist, dass der Täter mit Sicherheit ausschließen kann, dass sich ein Mensch dort aufhält.

##### Tatobjekte
Zum Kreis der tauglichen Tatobjekte zählen gemäß § 306a Abs. 1 Nr. 1 StGB zunächst Räumlichkeiten, die Menschen als Wohnung dienen. Dies trifft insbesondere auf Wohnhäuser und Hotels zu, ferner auf Wohnmobile und LKW-Schlafkojen. Maßgeblich ist dabei nicht die Zweckbestimmung des Eigentümers, sondern die tatsächliche Nutzung. Dementsprechend verliert ein Gebäude die Eigenschaft als Wohnung durch den vollständigen Auszug seiner Bewohner. Schwierigkeiten kann die Beurteilung der Wohnungseigenschaft bei Objekten bereiten, die sowohl zum Wohnen als auch zu anderen Zwecken dienen. Setzt der Täter lediglich den Teil in Brand, der nicht Wohnzwecken dient, liegt nach vorherrschender Auffassung ein nach § 306a StGB strafbares Inbrandsetzen vor, sofern die Gebäudeteile eine bauliche Einheit bilden und das Feuer auf den bewohnten Teil übergreifen kann.
§ 306a Abs. 1 Nr. 3 StGB bezieht sich auf Objekte, die dem zeitweiligen Aufenthalt von Personen dienen. Dies trifft etwa zu auf Geschäfte, Lagerhallen oder Scheunen, die Landstreichern als Zuflucht dienen. Der Tatbestand ist verwirklicht, sobald der Täter die Handlung zu einer Zeit begeht, zu der sich Personen gewöhnlich in der Räumlichkeit aufhalten.
§ 306a Abs. 1 Nr. 2 StGB erstreckt den Tatbestand auf Gebäude, die zur Religionsausübung genutzt werden. Hierbei kommt es nicht darauf an, dass sich Personen zur Tatzeit im Gebäude aufhalten oder aufzuhalten pflegen. Daher dient diese Bestimmung anders als die Nummern 1 und 3 nicht dem Schutz der körperlichen Unversehrtheit, sondern dem Schutz des religiösen Friedens. Aufgrund dieser Abweichung wird die Norm teilweise als systemwidriger Fremdkörper innerhalb des § 306a StGB angesehen.

#### Absatz 2
§ 306a Abs. 2 StGB knüpft an die Brandstiftung nach § 306 StGB an und versieht diese mit einer höheren Strafandrohung, sofern der Täter vorsätzlich einen anderen durch die Tat in die Gefahr einer Gesundheitsschädigung bringt. Dies ist der Fall, wenn es lediglich vom Zufall abhängt, ob eine dem Brand innewohnende Gefahr zur Beeinträchtigung der Gesundheit führt. So verhält es sich etwa, wenn die Tat das Risiko einer Rauchvergiftung oder einer Brandverletzung schafft. Anders als § 306 Abs. 1 StGB bestraft die Norm also das Verursachen einer konkreten Gefahr, weshalb es sich um ein konkretes Gefährdungsdelikt handelt.
Da § 306a Abs. 2 StGB dem Gesundheitsschutz dient, ist eine Einwilligung des Eigentümers unerheblich. Rechtfertigende Wirkung entfaltet allerdings die Einwilligung des in seiner Gesundheit Gefährdeten.

## (Erfolgs-)Qualifikationen

### Besonders schwere Brandstiftung, § 306b StGB

#### Absatz 1
Bei § 306b StGB handelt es sich um eine Erfolgsqualifikation für Taten nach § 306, § 306a StGB. Sie ist einschlägig, wenn die Brandstiftung zu einer Gesundheitsschädigung führt, die entweder eine große Zahl von Menschen trifft oder einen einzelnen Menschen besonders schwer. Eine schwere Gesundheitsschädigung liegt vor, wenn das Opfer infolge der Tat unter langfristigen gesundheitlichen Beeinträchtigungen leidet. Eine große Zahl liegt aus Sicht des Bundesgerichtshofs jedenfalls in Fällen vor, in denen 14 Personen an ihrer Gesundheit geschädigt werden. Im Schrifttum werden Mindestanzahlen von drei, zehn oder zwanzig vorgeschlagen.
Wie bei § 306a Abs. 2 StGB muss der strafschärfende Erfolg auf der typischen Gefährlichkeit beruhen, die mit einem Brandstiftungsdelikt verbunden ist. Schließlich muss der Erfolg gemäß § 18 StGB wenigstens auf Fahrlässigkeit des Täters zurückzuführen sein. Da es sich um eine Erfolgsqualifikation handelt, braucht er hingegen nicht vorsätzlich herbeigeführt zu werden.

#### Absatz 2
§ 306b Abs. 2 StGB statuiert eine Qualifikation für Taten nach § 306a StGB. Er nennt drei Tatumstände, deren Verwirklichung die Mindeststrafandrohung auf fünf Jahre Freiheitsstrafe erhöht. Da es sich hierbei um Qualifikationsmerkmale handelt, muss der Täter die Verwirklichung dieser Merkmale in seinen Vorsatz aufgenommen haben.
Die Qualifikation verwirklicht zunächst, wer einen anderen vorsätzlich durch die Brandstiftung in Lebensgefahr bringt.
Ferner macht sich nach § 306b Abs. 2 StGB strafbar, wer die Brandstiftung zwecks Ermöglichens oder Verdeckens einer anderen Straftat begeht. Dieses Merkmal entspricht dem Mordmerkmal der Ermöglichungs- oder Verdeckungsabsicht. Aufgrund seiner hohen Strafandrohung argumentieren einige Rechtswissenschaftler, dass nur solche Delikte als andere Taten anzusehen sein, für deren Begehung der Täter sich die gemeingefährliche Situation einer Brandstiftung zu Nutze macht. Dies ist etwa der Fall, indem er durch das Feuer entstandene Panik und Verwirrung ausnutzt. Die Rechtsprechung folgt dieser Überlegung jedoch nicht, da das Gesetz keine Anhaltspunkte für eine solche Beschränkung biete. Alleinige Ursache der Strafschärfung sei vielmehr die Verknüpfung des Unrechts einer Brandstiftung mit weiterem Unrecht. Daher kommen im Grundsatz alle Straftaten als andere Taten im Sinne des § 306b Abs. 2 StGB in Betracht. Eine Ausnahme gilt lediglich für andere Delikte, die unmittelbar durch das Brandlegen verwirklicht werden, weil diese der Brandstiftung kein eigenständiges, zusätzliches Unrecht hinzufügen. Dies betrifft den Versicherungsmissbrauch (§ 265 StGB) und die Sachbeschädigung am Inventar des angezündeten Tatobjekts.
Schließlich verwirklicht der Täter den Qualifikationstatbestand, wenn er das Löschen des Brands vorsätzlich erschwert oder verhindert, etwa indem er Löschvorrichtungen unbrauchbar macht oder Kräfte der Feuerwehr bei ihrer Arbeit behindert.

### Brandstiftung mit Todesfolge, § 306c StGB
Bei § 306c StGB handelt es sich um eine weitere Erfolgsqualifikation der Brandstiftung. Sie besitzt eine Mindeststrafandrohung von zehn Jahren Freiheitsstrafe, womit sie das schwerste Brandstiftungsdelikt darstellt. § 306c StGB verwirklicht, wer durch eine Brandstiftung nach § 306, § 306a oder § 306b StGB wenigstens leichtfertig den Tod eines anderen Menschen verursacht.
Im Einklang mit der allgemeinen Dogmatik der Erfolgsqualifikationen müssen die Brandstiftung und der Tod dergestalt miteinander verknüpft sein, dass der Tod durch eine spezifische Brandstiftungsgefahr verursacht wird. Dies trifft etwa zu, wenn das Opfer aufgrund einer Rauchvergiftung, einer Explosionen oder des Einsturzes eines Gebäudeteils stirbt.
Auch für den Tod von Rettungshelfern kann der Täter verantwortlich gemacht werden. Die Vorläuferregelung des § 306c StGB erfasste diese Personen nicht, da er voraussetzte, dass sich das Opfer bei Begehung der Brandstiftung in den betroffenen Räumlichkeiten aufhielt. Die Neufassung der Norm verzichtet auf dieses Kriterium, sodass der Täter für den Tod von Helfern über § 306c StGB verantwortlich gemacht werden kann, wenn ihm dieser zuzurechnen ist. Handelt es sich beim Opfer um einen Retter, der sich bewusst der Feuergefahren aussetzt, schließt die freiverantwortliche Selbstgefährdung den spezifischen Gefahrzusammenhang grundsätzlich aus. Anders verhält es sich, wenn das Eingreifen des Retters eine typische, nachvollziehbare und damit für den Täter vorhersehbare Reaktion auf den Brand ist. Dies trifft regelmäßig auf die Selbstgefährdung von Einsatzkräften zu. Ausgeschlossen ist eine Zurechnung hingegen, wenn sich jemand in unvernünftiger Weise gefährdet, etwa weil Gefahr und Rettungszweck in keinem angemessenen Verhältnis zueinander stehen.
Der Täter muss den Tod des Opfers leichtfertig verursachen, also in besonders fahrlässiger Weise. Dies ist der Fall, wenn er die sich aufdrängende Möglichkeit eines tödlichen Verlaufs aus besonderem Leichtsinn oder aus besonderer Gleichgültigkeit außer Acht lässt.
§ 306c StGB verdrängt auf Konkurrenzebene als schwerstes Delikt des Brandstrafrechts meist die übrigen Brandstiftungsdelikte. Ebenfalls verdrängt wird die fahrlässige Tötung nach § 222 StGB. Bei einer vorsätzlichen Tötung steht § 306c StGB in Tateinheit zu Mord (§ 211 StGB) und Totschlag (§ 212 StGB).

## Fahrlässige Brandstiftung, § 306d StGB
§ 306d StGB findet Anwendung, wenn dem Täter in den Fällen des § 306 StGB oder des § 306a StGB zumindest hinsichtlich eines Teils des Taterfolgs kein Vorsatz, sondern lediglich Fahrlässigkeit vorzuwerfen ist. Fahrlässig handelt in diesem Zusammenhang, wer die Sorgfalt, die im Umgang mit Brandquellen geboten ist, außer Acht lässt. Dies trifft etwa zu auf das unsachgemäße Ablassen von Benzin, das Liegenlassen von glimmenden Zigarettenresten auf einem Sofa, das unbeaufsichtigte Betreiben eines Heizofens oder das Anzünden eines Müllcontainers, der sich neben einem Gebäude befindet. Ein Fahrlässigkeitsvorwurf kommt ferner in Betracht, wenn Eltern nicht verhindern, dass ihr Kind Brandgefahren verursacht. Häufig bieten einschlägige Sicherheitsvorschriften, die dem Entstehen von Bränden vorbeugen sollen, eine Orientierungshilfe bei der Ermittlung der gebotenen Sorgfalt.
§ 306d StGB unterscheidet in seinen beiden Absätzen zwischen mehreren Fallkonstellationen, was für die Strafzumessung von Bedeutung ist. Absatz 1 ist einschlägig, wenn der Täter entweder eine Brandstiftung im Sinne der § 306, § 306a Abs. 1 StGB fahrlässig begeht oder im Fall des § 306a Abs. 2 StGB die Gesundheitsschädigung fahrlässig herbeiführt. Dies wird mit Freiheitsstrafe bis zu fünf Jahren oder mit Geldstrafe bestraft. Absatz 2 knüpft an § 306a Abs. 2 StGB und beschreibt den Fall, dass der Täter sowohl hinsichtlich der Brandstiftung als auch der Gefährdung fahrlässig handelt. In diesem Fall kann eine Freiheitsstrafe von maximal drei Jahren verhängt werden.
Die Bemessung der Strafrahmen des § 306d StGB wird in der Rechtswissenschaft vielfach widersprüchlich kritisiert: Eine vorsätzliche Brandstiftung nach § 306 StGB wird als Verbrechen mit mindestens einem Jahr Freiheitsstrafe bestraft. Tritt nun eine fahrlässige Gesundheitsgefährdung hinzu, ist der Anwendungsbereich des § 306d Abs. 1 StGB eröffnet, der als Vergehen eine niedrigere Strafe androht. Eine ähnliche Unstimmigkeit besteht zwischen den beiden Absätzen des § 306d StGB: Dessen Absatz 2 ordnet eine gegenüber Absatz 1 geringere Strafandrohung für Fälle an, in denen der Täter infolge fahrlässiger Brandstiftung einen anderen Menschen fahrlässig gefährdet. Bleibt eine solche Gefährdung aus, ist der Täter hingegen nach dem strengeren § 306d Abs. 1 StGB zu bestrafen, sodass der zusätzliche Eintritt einer fahrlässigen Gefährdung zu einer Strafmilderung führt.

## Tätige Reue, § 306e StGB
§ 306e StGB eröffnet dem Täter die Möglichkeit, eine Strafmilderung durch tätige Reue zu erlangen. Hintergrund dieser Regelung ist, dass zwischen Versuch und Vollendung der Brandstiftung in der Regel ein so geringer zeitlicher Abstand besteht, dass für einen strafbefreienden Rücktritt von der Tat nur ein kleines Zeitfenster zur Verfügung steht. Dies soll § 306e StGB kompensieren, indem er bei vorsätzlicher Brandstiftung eine Reduzierung des Strafmaßes, bei fahrlässiger Brandstiftung sogar einen Strafbarkeitsausschluss gewährt. Ein wesentlicher Zweck dieser Regelung besteht im Opferschutz: Der Täter erhält durch § 306e StGB eine Motivation, von seiner Tat wieder Abstand zu nehmen.
Damit eine Strafmilderung möglich ist, muss der Täter gemäß § 306e Abs. 1 StGB freiwillig den Brand löschen, bevor es zu einem beachtlichen Personen- oder Sachschaden kommt. Als Täter im Sinne der Norm gelten auch Teilnehmer. Ob ein eingetretener Schaden erheblich ist, ist nach dem Wert des Tatobjekts zu beurteilen. Für ein Wohngebäude nahm die Rechtsprechung dies beispielsweise bei einem Schaden von 2.500 € an.
Auch wenn der Brand ohne Zutun des Täters gelöscht wird, kann dessen Strafe gemildert werden. Relevant wird diese Regelung etwa, wenn der Täter die Feuerwehr alarmieren will, diese jedoch bereits durch einen Dritten alarmiert wurde. Voraussetzung ist hierfür gemäß § 306e Abs. 3 StGB, dass sich der Täter ernsthaft um die Löschung bemüht hat. Der Begriff der Ernsthaftigkeit verlangt dem Täter ein sorgfältigeres Vorgehen ab als § 306e Abs. 1 StGB: Während es bei diesem genügt, dass der Täter einen beliebigen Kausalverlauf in Gang setzt, der zur Löschung führt, muss sich der Täter im Fall des § 306e Abs. 3 StGB bestmöglich um die Löschung bemühen, also nicht nur irgendeine erfolgversprechende Maßnahme ergreifen, sondern er muss alles aus seiner Sicht Notwendige tun. Hintergrund ist die Überlegung, dass es in den Fällen des § 306e Abs. 3 StGB an einem honorierbaren Kausalverlauf fehlt, weshalb das redliche Bemühen um einen solchen genügend Gewicht haben muss, um eine Strafmilderung zu rechtfertigen.

## Herbeiführen einer Brandgefahr, § 306f StGB
1. feuergefährdete Betriebe oder Anlagen,
2. Anlagen oder Betriebe der Land- oder Ernährungswirtschaft, in denen sich deren Erzeugnisse befinden,
3. Wälder, Heiden oder Moore oder
4. bestellte Felder oder leicht entzündliche Erzeugnisse der Landwirtschaft, die auf Feldern lagern,
durch Rauchen, durch offenes Feuer oder Licht, durch Wegwerfen brennender oder glimmender Gegenstände oder in sonstiger Weise in Brandgefahr bringt, wird mit Freiheitsstrafe bis zu drei Jahren oder mit Geldstrafe bestraft.
(2) Ebenso wird bestraft, wer eine in Absatz 1 Nr. 1 bis 4 bezeichnete Sache in Brandgefahr bringt und dadurch Leib oder Leben eines anderen Menschen oder fremde Sachen von bedeutendem Wert gefährdet.
Den systematischen Abschluss der Brandstiftungsdelikte bildet das Verbot des Herbeiführens einer Brandgefahr (§ 306f StGB). Diese Norm ist einschlägig, wenn der Täter ein Objekt in Brandgefahr bringt, das leicht entzündlich ist und dessen Brand sich leicht ausbreiten kann. Die Vorschrift schützt Eigentum, Leib und Leben vor dem spezifischen Gefährdungspotential, das mit einem solchen Verhalten verbunden ist. Die Orientierung der Vorgängernorm, § 310a StGB, an der volks- und ernährungswirtschaftlichen Bedeutung der Objekte ist damit überholt.
Die Vorschrift enthält mehrere Tatbestände: Nach § 306f Abs. 1 StGB macht sich strafbar, wer eines der dort abschließend aufgezählten Objekte in Brandgefahr bringt. Die von § 306f Abs. 1 Nr. 1 StGB vorausgesetzte spezifische Feuergefahr kann sich insbesondere daraus ergeben, dass eine Stätte brennbare Stoffe herstellt oder lagert, was etwa auf Tankstellen, Düngemittelfabriken und Erdölraffinerien zutrifft. Auch eine besonders brandempfängliche Bauweise kann die tatbestandliche Feuergefahr begründen. In Brandgefahr gerät das Objekt, wenn es lediglich vom Zufall abhängt, ob es zum Feuerausbruch kommt. Da das Tatobjekt fremd sein muss, schützt diese Begehungsform den Eigentümer des Objekts. Dementsprechend lässt dessen Einwilligung die Strafbarkeit entfallen.
Auch § 306f Abs. 2 StGB stellt es unter Strafe, eines der in Abs. 1 genannten Objekte in Brandgefahr zu bringen. Der Unterschied zu Abs. 1 besteht darin, dass die Norm Leib, Leben und fremdes Eigentum vor den Folgen eines Brandes schützen soll. Aufgrund dieses Schutzzwecks ist es für Abs. 2 unerheblich, ob das Tatobjekt im Eigentum des Täters steht oder ob dessen Eigentümer eingewilligt hat. Stattdessen setzt die Norm voraus, dass es zusätzlich zur Brandgefahr zu einer Gefährdung von Leib, Leben oder fremdem Eigentum von bedeutendem Wert kommt.
Nach § 306f Abs. 3 StGB macht sich strafbar, wer die Brandgefahr in den Fällen des Abs. 1 oder die Sach- bzw. Gesundheitsgefahr des Abs. 2 fahrlässig herbeiführt. In der Praxis stellt dies die relevanteste Begehungsweise des § 306f StGB dar.
Auf Konkurrenzebene tritt § 306f StGB in aller Regel hinter die übrigen Brandstiftungsdelikte zurück, da es Taten erfasst, die zeitlich der Brandstiftung vorgelagert sind. Tateinheit ist demgegenüber insbesondere im Verhältnis zu anderen Sachbeschädigungsdelikten möglich, deren Schutzzwecke allgemeiner gefasst sind als die des § 306f StGB.

## Kriminologie
Das Bundeskriminalamt gibt jährlich eine Statistik über alle in Deutschland gemeldeten Straftaten heraus, die Polizeiliche Kriminalstatistik (PKS). Seit 1993 werden Taten im gesamten Bundesgebiet erfasst. In den Statistiken von 1991 und 1992 wurden die alten Bundesländer und das gesamte Berlin erfasst. Noch frühere Statistiken erfassen lediglich die alten Bundesländer.
Die PKS-Zeitreihe, die alle Fälle seit 1987 erfasst, unterscheidet nicht zwischen den einzelnen Tatbeständen der Brandstiftungsdelikte, trennt allerdings die vorsätzliche von der fahrlässigen Begehung. Beide Formen der Begehung treten ungefähr gleich häufig auf.
Die Aufklärungsquote für vorsätzliche Begehungen liegt auf vergleichsweise niedrigem Niveau. 2021 wurden 50 % dieser Taten aufgeklärt. Die wertmäßig größten Schäden werden durch vorsätzlich begangene Taten verursacht.
- Diagrammdaten:
- Definition |
- Rohdaten |
- Hilfe

|      | Erfasste Fälle | Erfasste Fälle        | Erfasste Fälle                                | Mit Schusswaffe | Mit Schusswaffe |                  |
| Jahr | Insgesamt      | Pro 100.000 Einwohner | Anteil der versuchten Taten (absolut/relativ) | Geschossen      | Gedroht         | Aufklärungsquote |
| ---- | -------------- | --------------------- | --------------------------------------------- | --------------- | --------------- | ---------------- |
| 1987 | 17.333         | 28,3                  | 2.555 (14,7 %)                                | 0               | 9               | 50,4 %           |
| 1988 | 17.007         | 27,8                  | 2.615 (15,4 %)                                | 1               | 12              | 49,8 %           |
| 1989 | 17.409         | 28,2                  | 2.613 (15,0 %)                                | 0               | 20              | 49,7 %           |
| 1990 | 17.078         | 27,2                  | 2.449 (14,3 %)                                | 0               | 8               | 47,2 %           |
| 1991 | 17.831         | 27,4                  | 2.533 (14,2 %)                                | 0               | 12              | 47,6 %           |
| 1992 | 18.503         | 28,1                  | 2.973 (16,1 %)                                | 0               | 30              | 45,0 %           |
| 1993 | 23.936         | 29,6                  | 3.320 (13,9 %)                                | 0               | 19              | 46,5 %           |
| 1994 | 22.559         | 27,7                  | 3.085 (13,7 %)                                | 0               | 20              | 48,0 %           |
| 1995 | 22.757         | 27,9                  | 2.867 (12,6 %)                                | 0               | 16              | 47,4 %           |
| 1996 | 24.088         | 29,4                  | 2.789 (11,6 %)                                | 1               | 23              | 49,0 %           |
| 1997 | 22.281         | 27,2                  | 2.585 (11,6 %)                                | 0               | 19              | 51,4 %           |
| 1998 | 24.338         | 29,7                  | 2.595 (10,7 %)                                | 0               | 25              | 48,7 %           |
| 1999 | 29.003         | 35,4                  | 2.526 (8,7 %)                                 | 0               | 20              | 46,6 %           |
| 2000 | 28.002         | 34,1                  | 2.424 (8,7 %)                                 | 1               | 29              | 48,5 %           |
| 2001 | 26.122         | 31,8                  | 2.224 (8,5 %)                                 | 1               | 13              | 47,1 %           |
| 2002 | 25.859         | 31,4                  | 2.270 (8,8 %)                                 | 0               | 15              | 49,3 %           |
| 2003 | 30.308         | 36,7                  | 2.267 (7,5 %)                                 | 1               | 27              | 47,3 %           |
| 2004 | 25.386         | 30,8                  | 2.050 (8,1 %)                                 | 0               | 20              | 48,9 %           |
| 2005 | 24.045         | 29,1                  | 2.037 (8,5 %)                                 | 0               | 16              | 50,0 %           |
| 2006 | 24.349         | 29,5                  | 1.880 (7,7 %)                                 | 0               | 13              | 49,1 %           |
| 2007 | 24.302         | 29,5                  | 2.064 (8,5 %)                                 | 0               | 6               | 48,1 %           |
| 2008 | 23.182         | 28,2                  | 2.208 (9,5 %)                                 | 0               | 13              | 48,3 %           |
| 2009 | 22.443         | 27,4                  | 2.117 (9,4 %)                                 | 0               | 9               | 48,8 %           |
| 2010 | 21.723         | 26,6                  | 2.160 (9,9 %)                                 | 0               | 6               | 50,1 %           |
| 2011 | 23.005         | 28,1                  | 2.350 (10,2 %)                                | 0               | 7               | 49,2 %           |
| 2012 | 21.571         | 26,4                  | 2.272 (10,5 %)                                | 0               | 9               | 50,2 %           |
| 2013 | 20.069         | 24,9                  | 2.231 (11,1 %)                                | 0               | 6               | 50,5 %           |
| 2014 | 19.298         | 23,9                  | 2.219 (11,5 %)                                | 0               | 8               | 49,8 %           |
| 2015 | 19.251         | 23,7                  | 2.116 (11,0 %)                                | 0               | 2               | 49,2 %           |
| 2016 | 19.123         | 23,3                  | 2.176 (11,4 %)                                | 0               | 5               | 47,9 %           |
| 2017 | 18.891         | 22,9                  | 2.206 (11,7 %)                                | 0               | 7               | 49,9 %           |
| 2018 | 20.369         | 24,6                  | 2.116 (10,4 %)                                | 0               | 7               | 48,4 %           |
| 2019 | 19.985         | 24,1                  | 2.059 (10,3 %)                                | 0               | 7               | 47,8 %           |
| 2020 | 20.735         | 24,9                  | 2.159 (10,4 %)                                | 0               | 3               | 47,6 %           |
| 2021 | 17.151         | 20,6                  | 2.083 (12,1 %)                                | 0               | 6               | 50,0 %           |
| 2022 | 20.871         | 25,1                  | 2.328 (11,2 %)                                | 0               | 5               | 46,2 %           |
| 2023 | 19.881         | 23,6                  | 2.336 (11,7 %)                                | 0               | 3               | 46,0 %           |
| 2024 | 17.702         | 20,9                  | 2.166 (12,2 %)                                | 0               | 5               | 47,3 %           |